# 黒薔薇アリス
『黒薔薇アリス』（くろばらアリス、Black Rose ALICE）は、水城せとなによる日本の漫画作品。
『月刊プリンセス』（秋田書店）にて2008年4月号から2011年9月号の第1部完まで連載。単行本はプリンセスコミックス（同社）より全6巻発売された後、新装版がフラワーコミックスアルファ（小学館）から2016年に発売され、第2部となる『黒薔薇アリス D.C.al fine（）』が『月刊フラワーズ』（同社）にて2020年6月号より開始された。
第1部から通して作品キャッチコピーは「愛と繁殖のヴァンパイア・ロマネスク」。
2017年に舞台化作品が上演されている。

## あらすじ
1908年、ウィーン。人気テノール歌手のディミトリは、事故に遭うが奇跡的に命は取り留める。だがその日以来、身体にどこか違和感を覚え始める。まもなく、公演のリハーサルの翌日、劇場長や恋人、他の出演者らの集団自殺が起こる。不審がるディミトリのもとをマクシミリアンと名乗る男が訪れ、「貴方はヴァンパイアになった」と告げる。当初、ディミトリはその事実を否定していたがやがて自覚を持ち始め、得た力でずっと欲していた友人の恋人・アニエスカを手に入れようとする。しかし、その直前でアニエスカは自ら命を絶つ。アニエスカを失いたくないディミトリはマクシミリアンに頼み、アニエスカは肉体だけは朽ちずに残ることになるが、魂のない人形同然となってしまう。
100年後の2008年、東京。高校の国語教師・菊川梓は教え子・光哉に言い寄られ、戸惑いながらも彼に傾きつつある心を感じていた。しかし、梓は光哉に思春期の男子の迷い言だと、もうやめてほしいと告げ、逃げるようにタクシーに乗り込む。その理由に納得できない光哉は、追いかけるように同じタクシーに乗り込む。そのタクシーに居眠り運転のトラックが突っ込み、梓は幸いにも怪我だけで済むが、光哉は死の淵をさ迷う。そんな梓のもとにディミトリが現れ、光哉は医者が手を尽くしているが、助からないだろうと告げる。ディミトリの意図を瞬時に理解した梓は、ディミトリの望むとおりに自分の魂を捧げ、光哉を助ける。ディミトリに差し出された梓の魂は、あれからずっと眠り続けていたアニエスカの中に放たれる。
3か月ほどを要して覚醒した梓は新たにアリスと名付けられ、ディミトリに「吸血樹の繁殖」への協力を求められる。オスの候補はディミトリを含め4人、アリスは未来に残すべきより優秀な要素を持つ吸血樹をじっくり時間をかけて選ぶことになる。

## 登場人物
※声優はドラマCD版のもの。演は舞台キャスト。

### 吸血樹
ディミトリ・レヴァンドフスキ
声 - 中村悠一　/ 演 - 石黒英雄
本作の主人公で人気テノール歌手。ロマ出身で、ハンガリーで歌っていた時にマイアー侯爵に気に入られ、侯爵に売られた。初めて会った時にアニエスカに恋をするが身分が違うため、その恋心を秘めていた。
ヴァンパイアとなり、かつてブラッドレイが持っていた“c（ツェー）の音程で出す声には、人間の心を操り、ヴァンパイアにその身を捧げることを強要する作用があり、それを聞いた人間は24時間以内にヴァンパイアに命を差し出す力”も引き継いだ。
ウィーンを離れ、オカルト好きだった日本人の伯爵の養子となり、和泉小路ディミトリ・レヴァンドフスキとなった。
マクシミリアン
声 - 諏訪部順一
ヴァンパイア。ヴァンパイアになったディミトリを迎えに来て、彼の身に起こったことの説明をする。恋愛において幸福とは言えない生涯を送っており、ディミトリは彼を幸せにできなかったことを悔やんでいる。厳しく近寄りがたい雰囲気だが、嘘をつかない誠実な人物。なかなか他人に心を開くことはないが、彰子を少しずつ信頼するようになる。
レオ
声 - 近藤隆 / 演 - 秋元龍太朗
渋谷の邸宅にディミトリたちと住む吸血樹の1人。長めの前髪を真ん中で分け、眼鏡をかけた柔和な雰囲気の人物。明るく他者に気を遣う性格で、自分よりも住民たちの気持ちを優先して行動するところがある。本名は楠瀬太一郎（くすのせ たいちろう）で、歴とした日本人。生前、少しだけモデルをしていたことがあり、“レオ”からはその時の芸名（かつて事務所社長と対面した時、緊張のあまり「たいちろう」を何度も「たいちれお」と噛んでしまったことが原因）。寿命が尽きる前夜にアリスに繁殖を願い出るが断られ死去。
櫂（かい）
演 - 杉江大志
渋谷の邸宅にディミトリたちと住む吸血樹の1人。ふんわりした髪の毛を外に跳ねさせた、左目の下にほくろがある人物。人見知りで寡黙なため、アリスと積極的にコミュニケーションをとることはないが、性格は朴訥として真面目。家事全般、時に料理が得意で、アリスに毎日食事を作ってくれる。ディミトリやレオとは違い、死亡前後の記憶がないと語っている。 アリス争奪戦には消極的で、双子の弟である玲二に譲りたいと考えている。
玲二（れいじ）
演 - 柏木佑介
櫂の双子の弟。兄と同じマクシミリアンの種を直接引き継いでいる。兄同様シャイな雰囲気だが人当たりの柔らかい心優しい人物。その反面潔癖で傷つきやすく、倫理的に許せない存在にはつらく当たることも。デザート全般を作るのが得意で、毎日様々なメニューを振る舞ってくれる。死んだ時の記憶がないらしい。「ニートは嫌」というアリスの言葉で、カフェ「静寂館」（しじまかん）を本格的にオープンさせる。アリスには、彼女がアニエスカの肉体に入ったまま眠り続けていた頃から恋している。

### その他
アリス
声 - ゆかな / 演 - 入来茉里
外見はアニエスカ、中身は梓。吸血樹の繁殖のために、ディミトリ、レオ、櫂、玲二の中からより優れた個体を選別する使命を負わされる。繁殖を終えたら死んでしまう。28歳の梓が16歳のアニエスカの肉体を得たことで精神はやや幼くなり、アニエスカの容姿に強く影響を受けた言動をする。本作は彼女の視点で描かれている。
アニエスカ・フォン・ローゼンフェルト
金髪の美人。16歳。長い金髪ウェーヴヘアの、純粋無垢な人物。幼い頃、ディミトリが歌う姿を「天使のようだ」と感じて以来彼を慕っており、ディミトリも彼女を、この世で数少ない清らかな存在として大切に想っていた。テオドールの婚約者だが、どこかディミトリに惹かれていた。ディミトリに襲われそうになり自ら命を絶つ。
菊川 梓（きくかわ あずさ）
演 - 蜂谷晏海
高校の国語教師。28歳。聡明で生真面目な性格で、厳格な態度から生徒たちにとっては賛否両論の存在だった。光哉の母親がやっている音楽教室でピアノを習っていた。一回り年下の光哉に翻弄されるが、立場や年齢の問題から交際に踏み切れず悩んでいた。
テオドール
声 - 寺島拓篤
アニエスカの婚約者。ディミトリを引き取ったマイアー侯爵の息子。金髪で明るい雰囲気のいたずら好きな青年で、ディミトリとはよく一緒に馬鹿なことをして過ごしていた。アニエスカのことは、女性と言うよりも妹のように捉えており、彼女以外の女性とも関係を持っている。
ブラッドレイ
ディミトリに憑いたヴァンパイアの元。繁殖を終えて亡くなった。マクシミリアンは彼のことを、飄々としながらも時に残忍で何をするかわからない人物で、プライドが高く自分より上に立とうとする者がいればどんな手段を使っても跪かせ、欲しいと思ったものには躊躇なく手を伸ばすと評している。
生島 光哉（いくしま こうや）
声 - 下野紘 / 演 - 野嵜豊（劇団番町ボーイズ☆）
16歳。高校1年生。梓のことが好き。事故で死にかけるが、梓とディミトリの取引のおかげで命は取り留める。
「静寂館」から聞こえるアリスが弾くピアノの音から梓だと直感で気付き通い詰めるようになり、アリスも感情を抑えられずに肉体関係を持ってしまうが、ディミトリらへの罪悪感から関係を絶つ。
鳴沢瞳子（なるさわ とうこ）
演 - 名塚佳織
吸血樹たちが経営する喫茶店「静寂館」の常連客。職業は小説家で、著書の「御厨探偵シリーズ」はディミトリの蔵書にもあるほどの人気作家。職業柄人間観察が得意で、レオのアリスへの想いにもいち早く気づく。身体にある問題を抱えており、それにも関連して、太一郎と急速に親しくなっていく。
あかね
演 - 藤原亜紀乃
櫂と玲二が生前に思いを寄せていた女性。玲二とは両想いで幸せに暮らしていたが、身体の弱い彼のことを常に心配し不安に思っていた。櫂のことは「櫂くん」、玲二のことは「玲ちゃん」と呼び、2人の家に頻繁に出入りするほど親しかったが、それが悲劇を招いてしまう。
中西 灯（なかにし あかり）
20年前、義父から暴行を受けそうになっていたところをディミトリに救われた女性。貧しく苦しい境遇に追い詰められ、ディミトリと一緒にどこかへ行きたいと考えていたが、ディミトリはそれを止め「大人の女性になったら再会しよう」と約束をした。その後20年間、いつかディミトリと再会できることを信じ、明るく懸命に生きていた。
和泉小路 彰子 (いずみこうじ あきこ)
大正時代、ディミトリが身を寄せた和泉小路伯爵の娘。父を頼って日本に渡ったディミトリとマクシミリアンに関心を示し、やがてディミトリに恋するようになる。ややおっとりしているが寛容で素直な人物で、吸血樹や遣い魔の存在もたやすく受け入れてしまう柔軟な心の持ち主。
和泉小路伯爵（いずみこうじはくしゃく）
彰子の父親で、大正時代にディミトリとマクシミリアンを家に迎え入れた人物。彼の妻の誕生日にディミトリが歌を贈ったことで知り合い、20年の時が経っても彼を覚えていた。世界各国の怪談や物の怪に強い関心があり、吸血樹を名乗るディミトリとマクシミリアンを信じ、受け入れる。
ローレンツ侯爵夫人
ディミトリのパトロンを務める女性。ディミトリが19歳の時、代役で主演した「ファウスト」を観劇して以来、彼の才能に惹かれ支援を続けている。ディミトリの境遇を知って尚彼を愛するが、あまりにも行き急ぐその姿を不思議に思っている。ディミトリには「アンナ」と呼ばれているが、正式なフルネームは不明。
チェシャ
梓が飼っていた猫。梓の死後、彼女とは離れ離れになっていたが、生前の生活につながるものがあった方が混乱や淋しさを和らげられて良いと、ある人物が気遣って連れてきた。アリスをすぐに梓と認識し、これまで通り懐くようになる。

## 用語
吸血樹（きゅうけつき《ヴァンパイア》）
人間の死体に寄生し、人の血や死肉から養分を吸って生きる。虫の姿をした遣い魔で養分を運んだり、その他の用事をこなす。繁殖を終えたら死んでしまうため、たった一度の繁殖に命を懸ける。血液は“樹液”と呼ばれる。
吸血樹になると、首の後ろに黒い薔薇とその蔓を象った印が浮かび上がり、カフェ「静寂館」は我知らず吸血樹になった人々が集まるようにと、そのマークが看板に描かれている。
日向ぼっこをしながら寝るのが好きで、十字架も恐れないが、昼夜逆転の生活を送る。
遣い魔（つかいま）
蜘蛛や蟻など虫の姿をしている。吸血樹の口から出入りする。蜘蛛の形をした遣い魔は大量の養力を蓄えており、モノを修復する作業に長けている。語学の習得なども簡単にこなせる。

## 書誌情報
- 水城せとな 『黒薔薇アリス』 秋田書店〈プリンセスコミックス〉、全6巻
  1. 2008年11月14日発売[8]、ISBN 978-4-253-19191-3
  2. 2009年5月15日発売[9]、ISBN 978-4-253-19192-0
  3. 2009年12月16日発売[10]、ISBN 978-4-253-19193-7
  4. 2010年9月16日発売[11]、ISBN 978-4-253-19194-4
  5. 2011年1月14日発売[12]、ISBN 978-4-253-19195-1
  6. 2011年10月15日発売[13]、ISBN 978-4-253-19196-8

- 水城せとな 『黒薔薇アリス（新装版）』 小学館〈フラワーコミックスアルファ〉、全6巻
  1. 2016年8月10日発売[14]、ISBN 978-4-091-38638-0
  2. 2016年8月10日発売[15]、ISBN 978-4-091-38639-7
  3. 2016年9月9日発売[16]、ISBN 978-4-091-38648-9
  4. 2016年9月9日発売[17]、ISBN 978-4-091-38649-6
  5. 2016年10月7日発売[18]、ISBN 978-4-091-38678-6
  6. 2016年10月7日発売[19]、ISBN 978-4-091-38679-3

- 水城せとな 『黒薔薇アリス D.C.al fine』 小学館〈フラワーコミックスアルファ〉、既刊4巻（2023年11月9日現在[1]）
  1. 2021年3月10日発売[20]、ISBN 978-4-09-871278-6
  2. 2021年12月10日発売[21]、ISBN 978-4-09-871496-4
  3. 2022年11月10日発売[22]、ISBN 978-4-09-871765-1
  4. 2023年11月9日発売[23]、ISBN 978-4-09-872363-8

## 舞台
同名タイトルで、2017年5月にZeppブルーシアター六本木で上演。主演は石黒英雄。

### スタッフ（舞台）
- 原作 ： 水城せとな
- 演出 ： キムラ真[6]
- 脚本 ： 赤澤ムック[6]
- 音楽 ： 三枝伸太郎[6]